# یلوک کریک، شهرستان بل، کنتاکی
یلوک کریک (به انگلیسی: Yellow Creek) یک منطقهٔ مسکونی در ایالات متحده آمریکا است که در تنسی واقع شده‌است. یلوک کریک ۴۱۰٫۸۸ متر بالاتر از سطح دریا واقع شده‌است.